# Age of Consent (film)
Pour les articles homonymes, voir Age of consent.
Pour plus de détails, voir Fiche technique et Distribution.
Age of Consent est un film australien réalisé par Michael Powell, sorti en 1969.

## Synopsis
Bradley Morahan, peintre vieillissant, estime qu'il a fait son temps, et part se ressourcer en Australie, à la fois pour y retrouver ses racines et l'inspiration. Après une semaine agitée à Brisbane, par la faute d'obligations mondaines et d'un gêneur vénal et érotomane, Nathaniel Kelly, il gagne une île paradisiaque qu'il croit déserte, accompagné de son chien Godfrey... mais y vivent une demoiselle d'âge mûr hystérique, Miss Marley, et surtout une vieille femme alcoolique et sa petite-fille, Cora, sauvageonne aux formes pulpeuses qui ne rêve que de partir pour Brisbane et y devenir coiffeuse. Pour quelques dollars, elle accepte de poser pour le peintre et devient sa muse, rendant progressivement à l'artiste son inspiration et le goût de vivre...

## Fiche technique
- Titre original : Age of Consent
- Réalisation : Michael Powell
- Scénario : Peter Yeldham, d'après le roman Age of Consent de Norman Lindsay
- Direction artistique : Dennis Gentle
- Peintres : John Coburn (galerie) Paul Delprat (en) (île)
- Décors : Bill Piggott
- Costumes : Anna Senior
- Photographie : Hannes Staudinger
- Photographie sous-marine : Ron Taylor
- Son : Paul Ennis, Lloyd Colman
- Montage : Anthony Buckley
- Musique : Peter Sculthorpe, Stanley Myers
- Production : Michael Powell, James Mason
- Production associée : Michael Pate
- Société de production : Nautilus Productions
- Société de distribution : Columbia Pictures Corporation
- Pays d'origine :  Australie
- Langue originale : anglais
- Format : couleur (Eastmancolor) — 35 mm — 1,85:1  —  son Mono
- Genre : Comédie dramatique
- Durée : 103 minutes (98 minutes pour la version américaine)
- Date de sortie :
  - Australie : 14 mai 1969

## Distribution
- James Mason : Bradley Morahan
- Helen Mirren : Cora
- Jack MacGowran : Nat Kelly
- Neva Carr-Glyn : Ma Ryan
- Andonia Katsaros : Isabel Marley
- Michael Boddy : Hendricks
- Harold Hopkins : Ted Farrell
- Slim Degrey : Cooley
- Max Meldrum : intervieweur pour la télévision
- Frank Thring : Godfrey, le marchand d'art
- Dora Hing : la réceptionniste
- Clarissa Kaye : Meg
- Judy McGrath : Grace
- Lenore Caton : Edna
- Diane Strachan : Susie
- Roberta Grant : Ivy

## Censure et restauration
Bien qu'adapté d'une œuvre de Norman Lindsay, auteur souvent censuré dans son propre pays, et que Age of Consent soit sorti sans coupure en Australie, et ait passé le British Board of Film Classification sans aucune demande de coupure, le distributeur, Columbia Pictures, a décidé de couper la scène d'ouverture de la chambre entre James Mason et Clarissa Kaye ainsi que certaines des scènes de nu de Mirren, raccourcissant ainsi le film de 106  à   98 minutes avant sa sortie devant le public britannique et américain.
Nombre de médias ont également parlé de censure concernant le remplacement de la partition originale de Peter Sculthorpe, « l'un des plus grands compositeurs classiques d'Australie », par une composition désinvolte de Stanley Myers, qualifiée par Michael Powell, furieux, de « some Hollywood hack », et la suppression du nom de Sculthorpe de la séquence de crédits. Ce fut le changement le plus controversé du film. La musique de Sculpthorpe, inspirée du gamelan de la musique balinaise était un atout, avec son caractère obsédant et sa qualité typiquement australienne pour tenter de faire de ce film plutôt commercial un « film d'art ». Sculthorpe a exprimé sa colère, visible dans le DVD supplémentaire sur la réalisation du film. Or, si aucune demande de coupure des images n'a été faite par la censure, les coupures ayant été réalisées de sa propre initiative par le distributeur, il n'y en a pas eu non plus concernant la musique. Et pour cause, ce sont des raisons techniques qui ont nécessité le remplacement de la musique de Sculthorpe : peu de temps avant la première new-yorkaise du film, certaines parties de l'enregistrement de la bande-son se sont avérées défectueuses, la partition complète devant être réenregistrée. Mais à l'époque, Sculthorpe vivait dans un monastère bouddhiste zen au Japon et les demandes de partition ne lui étant pas parvenues, elles sont restées sans réponse. Une nouvelle partition a alors dû être écrite en catastrophe par le compositeur britannique.
Au Festival du film de Sydney 2005, une version entièrement restaurée du film a été projetée, avec à la fois la partition originale et les scènes coupées rétablies. La restauration a été initiée par Martin Scorsese, grand admirateur de Michael Powell, et réalisée par The Film Foundation, dans le cadre de leur travail de restauration de tous les films de Powell, sous la supervision de l'éditeur de cinéma Thelma Schoonmaker, dernière épouse de Powell du 19 mai 1984 jusqu'à sa mort en 1990. La version restaurée est sortie sur DVD aux États-Unis en janvier 2009 dans le cadre d'un double ensemble de films de Powell, jumelée avec A Matter of Life and Death. La version restaurée avec partition originale est disponible en DVD au Royaume-Uni, publiée par Sony Pictures Entertainment, notée « 12 » par le BBFC. Elle a été diffusée à la télévision sur Film4 au Royaume-Uni, en décembre 2012.
Umbrella Entertainment a sorti un DVD de la version restaurée en Australie en juillet 2012, avec une interview spéciale de Martin Scorsese à propos de Age of Consent, un commentaire audio avec l'historien Kent Jones, le making of de Age of Consent et l'entretien avec Helen Mirren A Conversation with Cora and Down Under with Ron and Valerie Taylor.

## La musique originale de Peter Sculthorpe

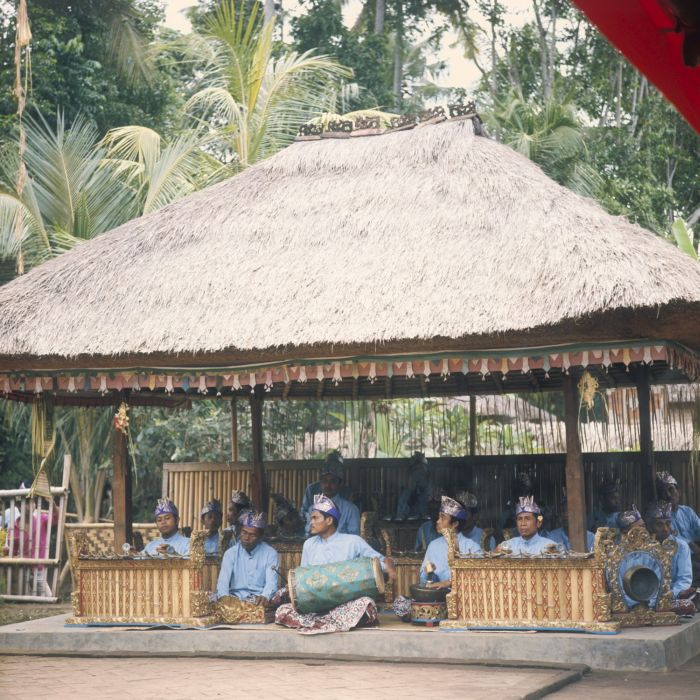
Ensemble de accompagnant la danse du Barong à Bali.

Comme à son habitude assumée, Peter Sculthorpe use largement du réemploi de son matériau musical.
Ainsi du thème qui accompagne les apparitions de James Mason (Bradley Morahan) et de ses variations dans lesquelles deux autres instruments à vent viennent en contrepoint du hautbois solo : ils se retrouvent dans le thème cinématographique par excellence de Small Town (pour petit orchestre en 1976, arrangé pour quatuor à cordes en 1980).
La musique de la scène semblable à une séquence publicitaire qui se déroule dans une galerie new-yorkaise au début du film est un ré-arrangement à la nette sonorité, noté « Musak », de parties du « Yale Quartet » (quatuor à cordes no 7, Red Landscape, 1966).
Pour le personnage de Cora Ryan (Helen Mirren), exotique et mystérieux, Sculthorpe utilise, notamment sur la célèbre scène où elle nage nue sous l'eau, une musique onirique dans le style d'un gamelan wayang (en), tirée en grande partie de sa pièce créée pour le cinquième Festival d'Adélaïde (en), Tabuh Tabuhan pour quintette à vent et percussions (1968), ici sans le basson mais « illuminée » par trois vibraphones et complétée par la harpe et la contrebasse.
Le thème du titre, la « chanson de l'innocence » comme il la nommait, est original. Sculthorpe en a par la suite réutilisé la mélodie pour son quatuor à cordes Little Serenade (1977). Les paroles, écrites et chantées par Alan Dean, sont plutôt noires :
Always, in the ways, a message sent

Always, in small ways that we we're meant

To always remember the Age of Consent

Always and always
Toujours, dans les manières, un message envoyé

Toujours, dans les manières modestes dont nous sommes censés

Toujours nous souvenir de l'âge du consentement

Toujours et toujours

## Chansons du film
- Peaches 'n' Cream : paroles et musique de Tommy Boyce et Steve Venet
- Keep the Ball Rollin' : paroles et musique de Sandy Linzer et Denny Randell
- I Wonder What She's Doing Tonight? : paroles et musique de Tommy Boyce et Bobby Hart
- Tell Her You Love Her : musique de Stanley Myers, paroles de Hal Shaper
- Daydream Believer : paroles et musique de John Stewart, interprétée par The Monkees
- 98.6 : paroles et musique de Tony Powers et George Fischoff, interprétée par James Keefer
- Age of Consent Theme : musique de Peter Sculthorpe, paroles d'Alan Dean, interprétée par Alan Dean
- I Know An Island : musique de Peter Sculthorpe, paroles d'Alan Dean, interprétée par Alan Dean